# Euastacus fleckeri
Euastacus fleckeri é uma espécie de crustáceo da família Parastacidae.
É endémica da Austrália.